# Hemerobius humulinus
Hemerobius humulinus är en insektsart som beskrevs av Carl von Linné 1758. Hemerobius humulinus ingår i släktet Hemerobius och familjen florsländor. Arten är reproducerande i Sverige. Inga underarter finns listade i Catalogue of Life.

## Bildgalleri

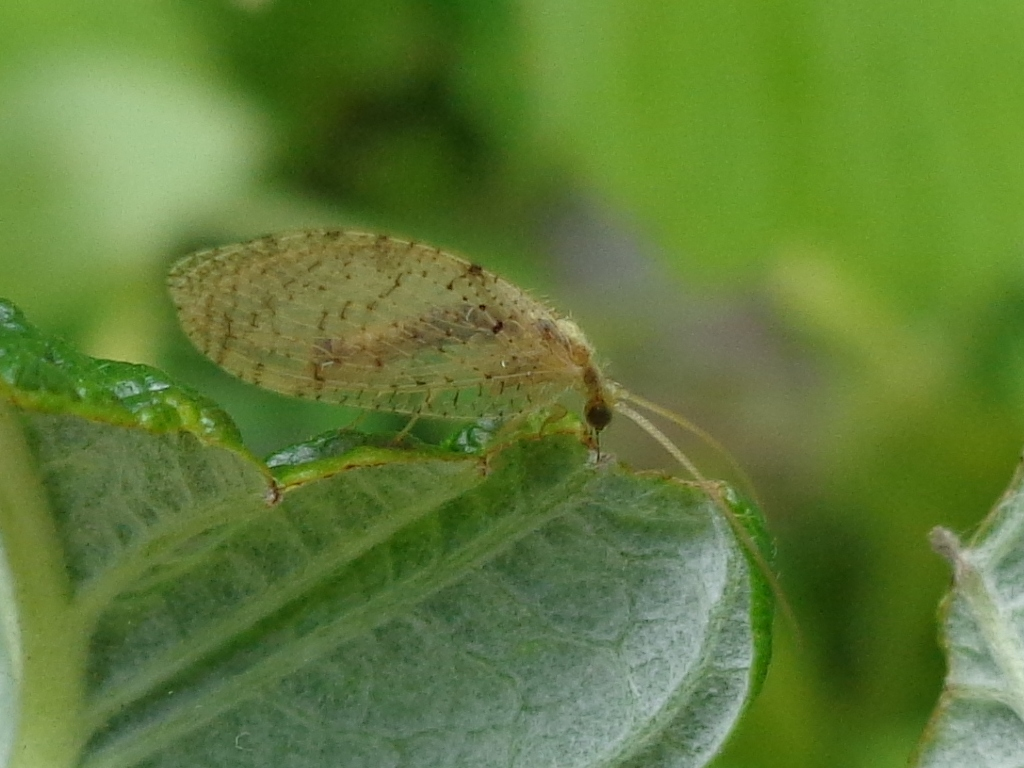
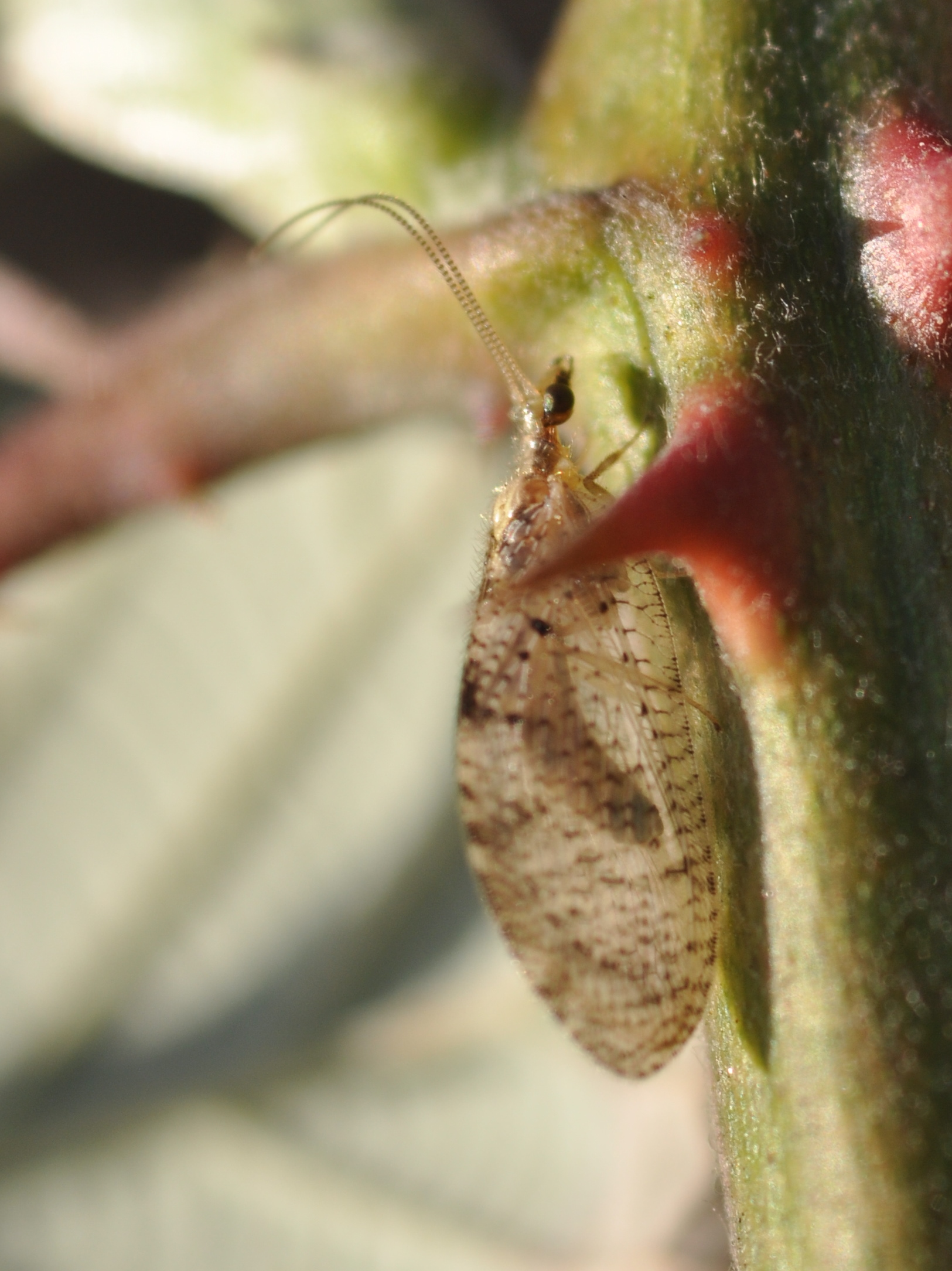
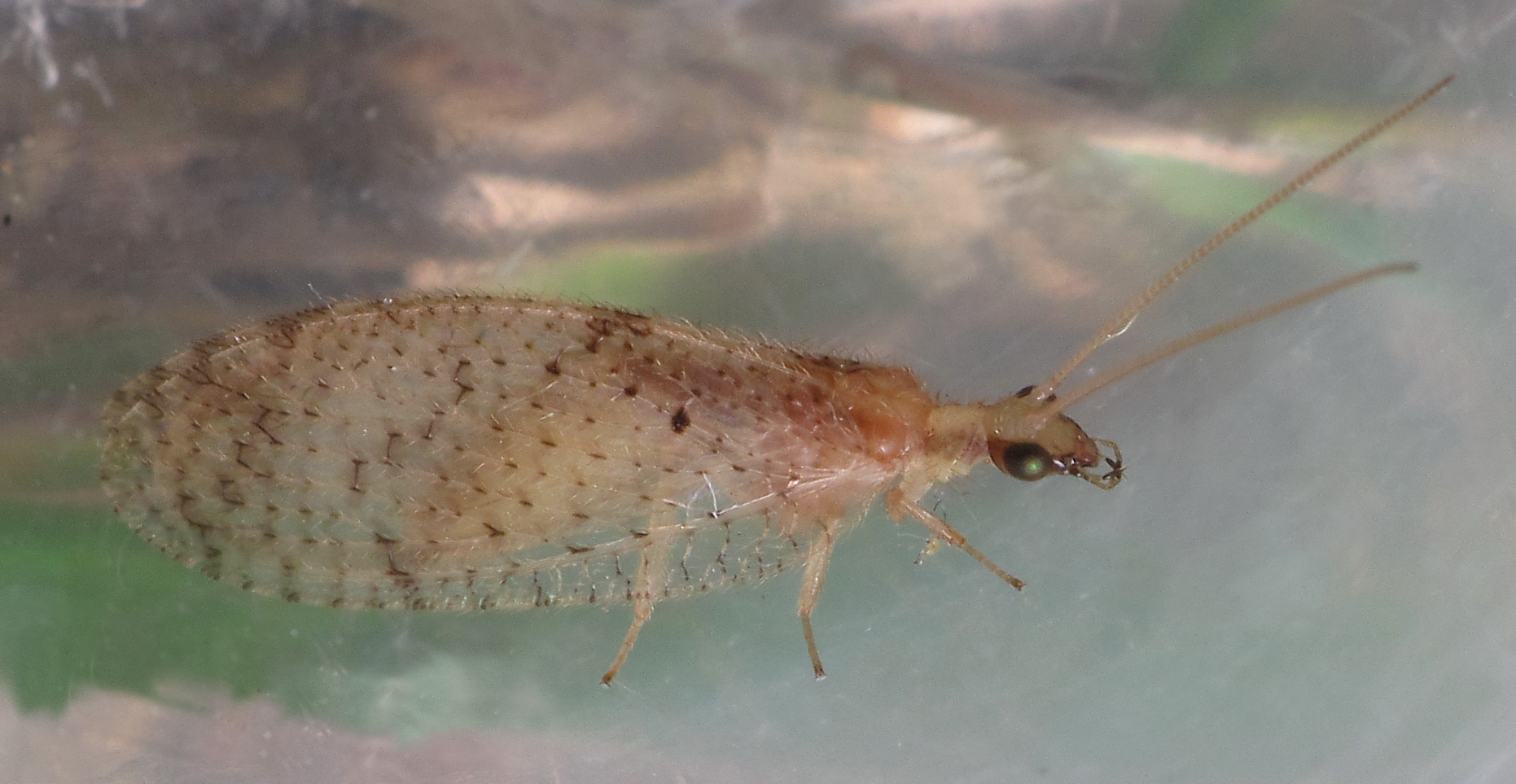